# فيدران تشورلوكا

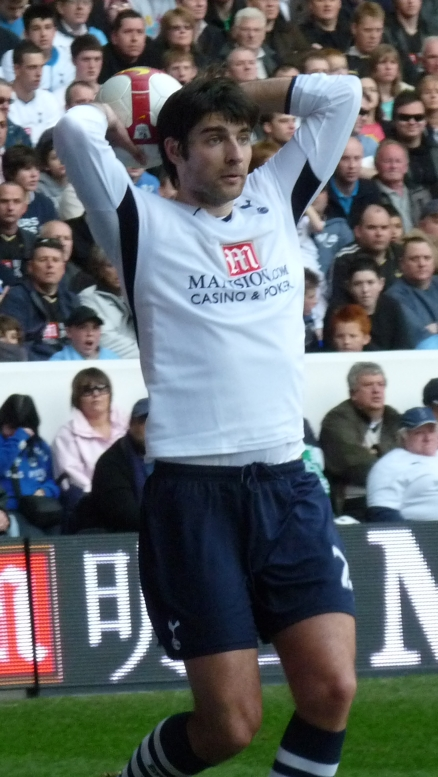
فيدران تشورلوكا

فيدران تشورلوكا (بالكرواتية: Vedran Ćorluka)‏، من مواليد 5 فبراير 1986 في درفينتا في يوغسلافيا، لاعب كرة قدم كرواتي.
بدأ مسيرته الكروية مع نادي دينامو زغرب في عام 2003، ولعب معهم حتى عام 2007، وشارك معهم في 61 مباراة وسجل 7 أهداف، وفي موسم 2004/2005 أعير إلى نادي إنتر زابريستش، ولعب معهم 27 مباراة وسجل 4 أهداف، ومنذ عام 2007 وهو يلعب مع نادي مانشستر سيتي الإنجليزي، وفي عام 2008 انتقل إلى نادي توتنهام هوتسبير الإنجليزي، يعتبر من اللاعبين طوال القامة حيث يبلغ طوله 192 سم، يتمتع ببنية جسمانية قوية، صنع أكثر من 10 اهداف وسجل هدفين في موسم 2008\2009.
بدأ مسيرته مع منتخب كرواتيا لكرة القدم في عام 2006.

## روابط خارجية
- فيدران تشورلوكا على موقع الاتحاد الدولي (مؤرشف)  (الإنجليزية)
- فيدران تشورلوكا على موقع الاتحاد الأوربي (الإنجليزية)
- فيدران تشورلوكا على موقع اتحاد كرواتيا (الكرواتية)
- فيدران تشورلوكا على موقع قاعدة بيانات كرة القدم.إي يو (الإنجليزية)
- فيدران تشورلوكا على موقع ناشيونال فوتبول تيمز (الإنجليزية)
- فيدران تشورلوكا على موقع Soccerbase.com (لاعب) (الإنجليزية)
- فيدران تشورلوكا على موقع Soccerway.com (الإنجليزية)
- فيدران تشورلوكا على موقع عالم كرة القدم.نت (الإنجليزية)
- فيدران تشورلوكا على موقع AS.com (الإسبانية)